# Калуево (Московская область)
Калуево — деревня в Волоколамском районе Московской области России.
Относится к Теряевскому сельскому поселению, до муниципальной реформы 2006 года относилась к Шестаковскому сельскому округу. Население — 11 чел. (2010).

## География
Деревня Калуево расположена рядом с автодорогой Р107 Клин — Лотошино, примерно в 20 к северо-востоку от города Волоколамска, на правом берегу реки Локнаш (бассейн Иваньковского водохранилища). Ближайшие населённые пункты — деревни Пекшево и Калеево.

## Население
| 1852 | 1859 | 1890 | 1899 | 1926 | 2002 |
| ---- | ---- | ---- | ---- | ---- | ---- |
| 94   | ↗99  | ↗142 | ↘124 | ↗130 | ↘4   |
| 2006 | 2010 |      |      |      |      |
| ↘3   | ↗11  |      |      |      |      |

## История
В «Списке населённых мест» 1862 года Калуева — казённая деревня 1-го стана Клинского уезда Московской губернии по левую сторону Волоколамского тракта, в 35 верстах от уездного города, при реке Локноше, с 15 дворами и 99 жителями (43 мужчины, 56 женщин).
По данным на 1890 год входила в состав Калеевской волости Клинского уезда, число душ составляло 142 человека.
В 1913 году — 25 дворов, 2 медно-цепочных механических заведения.
В 1917 году Калеевская волость была передана в Волоколамский уезд.
По материалам Всесоюзной переписи населения 1926 года — деревня Пекшевского сельсовета Калеевской волости Волоколамского уезда, проживало 130 жителей (58 мужчин, 72 женщины), насчитывалось 26 хозяйств, имелась школа.
С 1929 года — населённый пункт в составе Волоколамского района Московской области.